# Platypalpus nigrifemoratus
Platypalpus nigrifemoratus är en tvåvingeart som först beskrevs av Macquart 1834.  Platypalpus nigrifemoratus ingår i släktet Platypalpus och familjen puckeldansflugor.
Artens utbredningsområde är Frankrike. Inga underarter finns listade i Catalogue of Life.